# پاک میونگ-ون
پاک میونگ-ون (انگلیسی: Pak Myong-won؛ زادهٔ ۱ ژانویهٔ ۱۹۸۶) ورزشکار تیراندازی اهل کره شمالی است.
وی در مسابقات کشوری و بین‌المللی در مجموع برندهٔ ۳ مدال طلا، ۷ مدال نقره، ۴ مدال برنز شده‌است.